# 阿由葉吟次郎

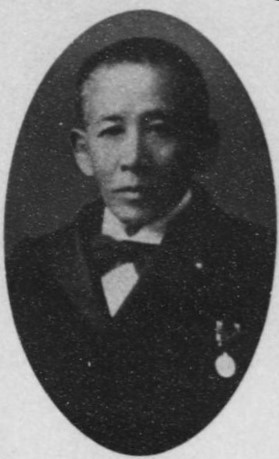
阿由葉吟次郎

阿由葉 吟次郎（あゆば ぎんじろう、1845年（弘化2年9月）- 1907年（明治40年）4月28日）は、明治時代の政治家、実業家。貴族院多額納税者議員。大地主。旧姓・石川。

## 経歴
下野国足利郡松田村（栃木県足利郡三和村、坂西町を経て現足利市坂西地区）の名主石川家に生まれる。足利郡利保村（北郷村大字利保を経て、現在の足利市利保町）の初代・阿由葉勝作の婿養子となる。1880年（明治13年）より利保村会議員、北郷村会議員、足利郡会議員を歴任。ほか、足利銀行、四十銀行各監査役、足利綿糸、足利模範撚糸各取締役などを歴任する。栃木県多額納税者として貴族院議員に互選され、1904年（明治37年）9月29日から務めたが、在任中に宇都宮で死去した。

## 親族
- 養嗣子：阿由葉鎗三郎（衆議院議員）[6]
- 遠縁・ 加賀谷富太郎 (秋田県多額納税者)